# Amelogenina
Amelogenina – termin określający grupę, ściśle spokrewnionych, białek zaangażowanych w amelogenezę, czyli rozwój szkliwa zębów. Są one typem białek macierzy pozakomórkowej, które (wraz z ameloblastyną, enameliną i tufteliną) bezpośrednio mineralizują szkliwo do wysoko zorganizowanej macierzy zbudowanej z pryzmatów, szkliwa międzypryzmatycznego i białka. Chociaż dokładna rola amelogenin w regulacji procesu mineralizacji szkliwa jest nieznana, wiadomo, że obecne są ich znaczne ilości podczas amelogenezy. Rozwijające się ludzkie szkliwo zawiera 30% białka, z czego 90% stanowią amelogeniny.

## Funkcje
Uważa się, że amelogeniny są zaangażowane w stworzenie organizacji pryzmatów szkliwa w czasie jego rozwoju. Ostatnie badania wskazują, że białka te regulują inicjację i wzrost kryształów hydroksyapatytów w czasie mineralizacji szkliwa. Dodatkowo amelogeniny pomagają rozwijać cement poprzez kierowanie cementoblastów do powierzchni korzenia zęba.

## Warianty
Gen amelogeniny jest jednym z najlepiej przebadanych genów u ludzi. Posiada on po jednej kopii zlokalizowanej na chromosomie X i chromosomie Y – odpowiednio Xp22.1-Xp22.3 i Yp 11.2. Lokalizacja genu amelogeniny na chromosomach płci ma wpływ na zmienność genu zarówno pomiędzy chromosomem X (AMELX) i chromosomem Y (AMELY) oraz pomiędzy allelami AMELY wśród różnych populacji. Dochodzi do tego, ponieważ gen AMELY znajduje się w nierekombinacyjnym regionie chromosomu Y, co skutecznie izoluje go od naturalnej zmienności genetycznej. Inne źródła zmienności amelogeniny wynikają z różnych izoform białka AMELX otrzymanych po alternatywnym składaniu (splicingu) transkryptów mRNA. Szczególne role tych izoform nie zostały jeszcze poznane. Amelogenina jest dobrze konserwowana wśród ssaków łożyskowych i ma homologów w stekowców, gadów i płazów.

## Zastosowanie w identyfikacji płci
Różnice w wariantach genu amelogeniny (odpowiednio AMELX i AMELY) pomiędzy chromosomem X a chromosomem Y pozwalają na użycie genu do identyfikacji płci w nieznanych próbkach ludzkich. Intron 1 genu AMELX wykazuje delecję 6 pz w stosunku do intronu 1 genu AMELY. Delecja ta może być wykryta przy użyciu łańcuchowej reakcji polimerazy intronu 1 i następnie elektroforezy żelowej otrzymanego produktu reakcji. Dwa prążki DNA jeden o długości 106 pz, drugi 112 pz wskazuje na dwa warianty genu AMELX i AMELY (próbka pochodzi od mężczyzny), natomiast jeden prążek o długości 106 pz wskazuje na obecność wyłącznie wariantu genu AMELX (próbka pochodzi od kobiety). 
Jednakże, ze względu na zmienność osobniczą oraz populacyjną genu AMELY, ta metoda identyfikacji płci nie wykazuje 100% dokładności. Mutacje w obrębie regionu intronu 1 genu AMELY, zazwyczaj używanego jako miejsce przyłączania primera mogą uniemożliwić amplifikację łańcuchowej reakcji polimerazy. Delecja 6 pz w intronie 1 genu AMELY powoduje, że amplikon ma identyczną długość jak amplikon genu AMELX. U niektórych mężczyzn gen AMELY może ulec całkowitej delecji. W obydwu przypadkach w wyniku elektroforezy żelowej otrzymamy jeden prążek, co będzie skutkować nieprawidłową identyfikacją materiału jako próbki pochodzącej od kobiety. Odsetek błędów w identyfikacji płci różni się w zależności od populacji, ale ogólnie jest on niewielki. Jedno z hiszpańskich badań potwierdziło płeć 1224 osób znanej płci przy pomocy testu genu amelogeniny, z dokładnością 99,84% (1222/1224). W innych badaniach w Indiach, mimo odnalezienia pięciu mężczyzn z delecją w genie AMELY wśród 270 badanych mężczyzn (1,85%), wyodrębniono tę grupę i osoby do niej należące nazwano „mężczyznami z delecją amelogeniny” (ang. deleted-amelogenin males). W dyskusji autorzy badań sugerują, że test określający płeć za pomocy genu amelogeniny zazwyczaj jest testem wystarczającym, zaś inne markery chromosomu Y (SRY, STR, 50f2) mogą być używane do identyfikacji płci w bardziej niejednoznacznych przypadkach.

## Znaczenie kliniczne
Mutacje w genie AMELX mogą powodować amelogenesis imperfecta, czyli zaburzeń rozwoju szkliwa zębów.